# Station Voldagsen
Station Voldagsen (Bahnhof Voldagsen) is een spoorwegstation in de Duitse plaats Marienau, gemeente Coppenbrügge, in de deelstaat Nedersaksen. Het station ligt aan de spoorlijn Elze - Löhne, daarnaast takt bij het station de spoorlijn naar Delligsen af. Deze lijn werd tot 2018 nog gebruikt voor goederentreinen naar de Rheinkalk-groeve bij Duingen, verder zuidoostelijk  is de spoorlijn opgebroken. Het traject Voldagsen-Duingen is sinds 2018 alleen nog een museumspoorlijn, waarover men in de zomer af en toe toeristische ritjes in een oude stoomtrein kan maken. Het station is vernoemd naar het landgoed Voldagsen. 

## Indeling
In totaal had het station drie zijperrons, waarvan één langs het stationsgebouw en twee tussen de sporen. De laatste twee perrons zijn te bereiken via een overpad. Tegenwoordig wordt alleen nog het buitenste perron gebruikt, deze is niet overkapt en de smal voor enige voorzieningen, zoals bankjes. De wachtvoorzieningen staan op het voormalige hoofdperron, zoals een abri. Op dit perron is er ook een fietsenstalling. Tevens staat hier het voormalige stationsgebouw, welke niet meer als dusdanig wordt gebruikt. Het station heeft nog een seinhuis, met de naam "Vf", het seinhuis is aan het stationsgebouw aangebouwd. Het station is te bereiken vanaf de Bundesstraße 1, langs deze weg bevindt zich ook de bushalte van het station.

## Verbindingen
De volgende treinserie doet het station Voldagsen aan:
| Serie | Treinsoort                  | Route                                                                              | Bijzonderheden                                          |
| ----- | --------------------------- | ---------------------------------------------------------------------------------- | ------------------------------------------------------- |
| RB 77 | Regionalbahn (NordWestBahn) | Bünde (Westf) – Löhne (Westf) – Hamelen – Voldagsen – Nordstemmen – Hildesheim Hbf | Weser-Bahn 1x per twee uur in het weekend Bünde - Löhne |